# 小行星5181
小行星5181（英語：5181 SURF）是一颗围绕太阳公转的小行星。1989年4月7日，埃莉諾·赫琳在帕洛马山发现了此天体。
这颗小行星的绝对星等为112.42989等。